# Milan Markelj
Milan Markelj, slovenski pisatelj, novinar, urednik, * 19. avgust 1946, Novo mesto.
Maturiral na novomeški gimnaziji, nato na Pedagoški akademiji v Ljubljani študiral knjižničarstvo in angleščino ter šest semestrov na Filozofski fakulteti v Ljubljani svetovno književnost in literarno teorijo.  
Z literaturo se je začel ukvarjati že v gimnaziji kot sodelavec in član uredništva Stezic, kasneje je občasno objavljal pesmi in prozo v Tribuni, Dolenjskem študentu, Mladih potih, Anteni, Problemih, Sodobnosti, Samorastniški besedi, Pesniških listih, Dolenjskih razgledih in Rasti. 
Od leta 1973 do upokojitve leta 2009 je bil zaposlen kot novinar pri Dolenjskem listu, kjer je bil tudi kulturni urednik in urednik Priloge, uredil je tudi več številk Dolenjskih razgledov.  
Vse od začetka izhajanja revije Rast l. 1990 je bil član uredniškega odbora, od l. 1997 do 2007 tudi odgovorni urednik. Uredil in pripravil je za tisk več zbornikov Snovanja, zbornik Mojemu mestu (2015), zbornik 70 let Društva upokojencev Novo mesto (2016), zbornik Prvikrat… (2018), pesniško zbirko Antonije Ivanež Pesmi (2016), knjigo kratke proze Jožeta Simčiča Fatamorgazičnosti (2016), knjigo pesmi in proze Malči Božič S peresom skozi življenje (2017). 

### Pesmi in kratka proza
Izdal je pesniški zbirki Obrobne pesmi (1975) in Praskanke (2002), ter zbirke kratke proze Podobice (1989), Krhanje (1996) in Podobice krhanja (2016). Njegove pesmi so natisnjene v različnih antologijah: 125 pesmi Tribuninega pesništva (1975), Pesmi dolenjske dežele (1984), Iz bolečine zajemam (1990), Iz vode, iz sebe (1997), Enaindvajset (1999), proza pa v antologiji Žuborenje Slovenije (2004) in v dvojezičnem zborniku Ključ za dve ključavnici (2012). Cikel pesmi Spominevanje je natisnjen v bibliofilski grafični mapi Reka poetičnih podob pesniške zbirke Eon (2007).

## Nagrade
Za svoje delo je prejel Westrovo nagrado l. 1965, nagrado za poezijo, objavljeno v Mladih potih l. 1967, srebrno plaketo Društva novinarjev Slovenije l. 1998 in Trdinovo nagrado l. 2008. Njegova knjiga Podobice krhanja je bila nominirana za samozaložniško knjigo leta  2016.